# 早坂淳
早坂 淳（はやさか じゅん、1966年7月18日 - ）は、テレビ大阪 (TVO) の社員。元アナウンサー。群馬県出身。
中央大学を卒業後、1991年に北海道テレビ放送に入社。1999年にテレビ大阪へ移籍。アナウンス部在籍当時は、主に夕方のニュース番組を担当していた。
その後は番組審議会事務局に配属となり、2014年4月から同局の番組審議会に会社出席者の1人として参加している。

## 担当番組
北海道テレビ放送の担当番組
- Viva コンサドーレ[4]
- モザイクな夜V3

テレビ大阪の担当番組
- 満点!しあわせテレビ[2]
- ニュースアイKANSAI[2]
- ビジネス525 - リポーター[2]、ナレーター[5]
- NEWSα[5]
- ニュースBIZ - ナレーター[6]